# Fortunatus Hueber
Fortunatus Hueber (* 21. November 1639 in Neustadt an der Donau; † 12. Februar 1706 in München) war ein deutscher Franziskaner, Historiker und Theologe.
Er trat 1654 in den Franziskanerorden ein und wurde 1671 Domprediger in Freising, Von 1677 bis 1680 war er Provinzial der Bayerischen Franziskanerprovinz, später Generaldefinitor und Generallektor. In seiner Funktion als Generalkommissar des Ordens bereiste er die böhmische, ungarische und tirolische Provinz. 
Beim Fürstbischof Josef Clemens in Köln war er als persönlicher Berater tätig.

## Werke
Hueber hinterließ über 20 Werke, Auszüge:
- „Menologium Franciscanum“ (München, 1698), Heiligenkalender der Franziskaner
- „Libellus Thesium de mirabilibus operibus Domini“ (München, 1665)
- „Homo primus et secundus in mundum prolatus“ (München, 1670)
- „Leben des hl. Petrus von Alcantara“ (München, 1670)
- „Seraphische Schule des hl. P. von Alc.“ (München, 1670)
- „Unsterbliche Gedächtnis Der vortrefflichen Geschichten, Heiligen Stifftungen und wunderlichen StandsVeränderungen, Welche dem Bayrischen hohen Alter haben eingedruckt Die Dapfere, Mächtige und Durchleichtige Hölden Von Thaurn, Andechs und Hohenwarth“ (Ingolstadt, 1670) Digitalisat
- „Ornithologia per discursus praedicabiles exhibita“ (München, 1678)